# Greg Louganis
Pour les articles homonymes, voir Louganis.
Gregory Efthimios Louganis (en grec : Γκρεγκ Ευθύμιος Λουγκάνης) dit Greg Louganis, né le 29 janvier 1960, est un plongeur américain d'ascendance samoane et suédoise. Il a été adopté par une famille américaine d'origine grecque. Il est auteur de l'exploit unique de réaliser deux doublés tremplin 3m/plateforme 10m aux Jeux olympiques de Los Angeles 1984 et de Séoul 1988.

## Biographie
Champion du monde de tremplin à 3 mètres en 1982 et 1986, et de haut-vol en 1978, 1982 et 1986. Quadruple champion olympique de tremplin à 3 mètres et de haut-vol en 1984 (Los Angeles) et 1988 (Séoul). Il avait déjà gagné l'argent olympique en 1976 à Montréal sur le tremplin à 3 mètres. Il a remporté en tout 47 titres de champion des États-Unis.
L’Américain Greg Louganis est considéré comme le plus grand plongeur de tous les temps. Il commence son parcours dans l'équipe olympique junior entrainée par Sammy Lee. Après avoir remporté l'argent olympique en plongeon de haut vol en 1976 à l'âge de 16 ans, il manque les Jeux de 1980 en raison du boycott mais revient pour remporter le doublé tremplin et haut vol tant en 1984 qu'en 1988. Sa victoire de 1988 au tremplin est marquante, lorsqu'il se qualifie bien qu'il ait frappé la planche avec la tête lors de l'avant-dernier plongeon de qualification. Louganis remporte également les deux titres lors des Championnats du monde de 1982 et de 1986, après avoir remporté le haut vol en 1978. Le boycott de 1980 a très probablement empêché Louganis de gagner le doublé de plongeon lors de trois éditions consécutives des Jeux olympiques, ce qui aurait constitué un record sans précédent. D'origine samoane et européenne, il étudie la danse classique pendant de longues années, ce qui donne à ses performances leur élégance et leur art caractéristiques. Sa supériorité sur ses contemporains est considérable, et il détient de nombreux records pour les plus hautes notes jamais obtenues en compétition (supérieures à 700 points). Au début des années 1990, Louganis annonce sa séropositivité et signale même qu'il était déjà séropositif lors des Jeux olympiques de Séoul où il s'était cogné la tête contre le tremplin. 
Il est devenu l'un des porte-paroles de la lutte contre le sida.
Quelques semaines avant les Jeux olympiques, Louganis avait appris la nouvelle de sa séropositivité. Il ne la révèle qu'en 1995, précisant qu'il avait veillé à ce que personne ne le touche au moment où il est sorti de la piscine à Séoul. En 1994, il avait déjà révélé son homosexualité en participant aux Gay Games. Cela en fait une figure importante à la fois pour la communauté homosexuelle et pour les séropositifs, d'autant plus qu’il s’engage pour la reconnaissance de leurs droits lors de conférence et d'émissions de télévision.
Il est souvent cité comme l'un des dyslexiques ayant réussi, aux côtés d'Agatha Christie, d'Albert Einstein et de Steven Spielberg.
Sa biographie Breaking the Surface, coécrite avec Eric Marcus (en) en 1995, raconte quant à elle son combat contre les préjugés et la maladie. Le livre reste durant cinq semaines en tête de New York Times Best Seller list et sera adapté à la télévision deux ans plus tard par Steven Hilliard Stern sous le titre Breaking the Surface: The Greg Louganis Story - le rôle de Louganis y est interprété par Mario López.
En 2008, il apparaît dans le film Watercolors de David Oliveras où il tient le rôle de l'entraîneur de natation de Carter (Kyle Clare). Le film est distingué au festival du cinéma gay et lesbien de Tampa la même année.